# Selección femenina de hockey sobre césped de Trinidad y Tobago
La selección femenina de hockey sobre césped de Trinidad y Tobago es el equipo nacional que representa a Trinidad y Tobago en las competiciones internacionales femeninas de hockey sobre césped.

## Resultados

### Juegos de la Mancomunidad
- 1998: 7.º
- 2010: 9.º
- 2014: 10.º

### Juegos Panamericanos
- Indianápolis 1987: 4.º
- La Habana 1991: 7.º
- Mar del Plata 1995: 5.º
- Winnipeg 1999: 4.º
- Santo Domingo 2003: 6.º
- Río de Janeiro 2007: 4.º
- Guadalajara 2011: 7.º
- Toronto 2015: no se clasificó

### Copa Panamericana
- Kingston 2001: No clasificó
- London (Canadá) 2004: 8.º
- Santiago de Chile 2009: 4.º
- Brampton 2013: 7.º
- Lancaster 2017: No clasificó

### Juegos Centroamericanos y del Caribe
- Santiago de los Caballeros 1986:
- Ciudad de México 1990:
- Ponce 1993:
- Maracaibo 1998: no participó
- Puerto Rico 2002: [1]
- Santo Domingo de Guzmán 2006: 4.º[1]
- Mayagüez 2010: [1]
- Veracruz 2014:  4.º[1]

### Liga Mundial
- 2012-13: 25.º
- 2014-15: